# Syngrapha pallida
Syngrapha pallida är en fjärilsart som beskrevs av Ottolengui 1902. Syngrapha pallida ingår i släktet Syngrapha och familjen nattflyn. Inga underarter finns listade i Catalogue of Life.